# Калья (посёлок)
Калья́ — посёлок в Североуральском муниципальном округе Свердловской области России. С 1947 по 2004 год Калья имела статус рабочего посёлка (посёлка городского типа).

## Географическое положение
Посёлок Калья расположен в 10 километрах (по автотрассе в 11 километрах) к северу от города Североуральска, на правом берегу реки Кальи — правого притока реки Сосьвы). В ясную погоду в западном направлении поселка видны вершины Главного Уральского хребта. В окрестностях посёлка расположено Кальинское водохранилище, а в трёх километрах к западу расположен лесной пруд на реке Малой Калье (правом притоке реки Кальи), а также шахта Кальинская.

## История
В переводе с вогульского языка Калья — «берёзовая река». Посёлок был основан в апреле 1935 года в связи с открытием бокситового месторождения.
31 декабря 2004 года рабочий посёлок Калья был отнесён к категории сельских населённых пунктов к виду посёлок.

## Музей истории посёлка
Музей истории Кальи расположен по Первомайской улице, в доме 17. Музей был открыт как филиал Североуральского краеведческого музея в мае 1995 года на основе двух общественных музеев: музея имени Н. И. Кузнецова, действующий в 1972—1995 годах и музея боевой и трудовой славы, созданный в 1988 года при шахте № 13. Постоянная экспозиция с мая 1997 года. Материалы рассказывают об истории села Петропавловсконо, города Североуральска, посёлка Калья и Кальинского рудника, а также о работе горноспасательной службы, об орудиях шахтёрского труда. Представлены панорама Кальинской шахты, внутренний вид забоя, предметы старинного быта.

## Казанский молитвенный дом
В 1996 году в честь Казанской иконы Пресвятой Богородицы был открыт каменный однопрестольный дом.

## Население
| 1959   | 1970    | 1979  | 1989  | 2002  | 2010  | 2021  |
| ------ | ------- | ----- | ----- | ----- | ----- | ----- |
| 12 619 | ↘10 614 | ↘5972 | ↗7071 | ↘6787 | ↘5604 | ↘4451 |

Интересна семья Арцибашевых (пятеро детей — уроженцы поселка): Александр Николаевич — писатель, секретарь Союза писателей, телеведущий Московского канала, обозреватель газет, лауреат премии имени Островского. Сергей Николаевич — актёр, народный артист России, Лауреат Государственной премии РФ, художественный руководитель и режиссёр театра на Покровке в Москве. Его театр бывает на гастролях за рубежом: во Франции, Японии, Польше. Владимир — ведущий телешоу «50×50». Проничкин И. Н. — скоростник-шахтер, лауреат Сталинской премии. Кобзарев В. И. и Кирикович А. Г. — Герои Социалистического Труда. Есть доценты, кандидаты наук, поэты. Дмитрий Шектаев — участник боевых действий в Чечне, ему посмертно присвоено звание «Героя России». Депутат Государственной Думы Воротников Валерий Павлович — выпускник школы поселка Калья.